# Yuan Hua
Yuan Hua –en xinès, 袁华– (Liaoyang, 16 d'abril de 1974) és una esportista xinesa que va competir en judo.
Va participar en els Jocs Olímpics de Sydney 2000, obtenint una medalla d'or en la categoria de +78 kg. Als Jocs Asiàtics de 1998 va aconseguir una medalla d'or.
Va guanyar tres medalles al Campionat Mundial de Judo entre els anys 1997 i 2001, i quatre medalles al Campionat Asiàtic de Judo els anys 1996 i 2007.

## Palmarès internacional
| Jocs Olímpics     | Jocs Olímpics            | Jocs Olímpics | Jocs Olímpics |
| Any               | Lloc                     | Medalla       | Categoria     |
| ----------------- | ------------------------ | ------------- | ------------- |
| 2000              | Sydney ( Austràlia)      | 1             | +78 kg        |
| Campionat del món |                          |               |               |
| Any               | Lloc                     | Medalla       | Categoria     |
| 1997              | París ( França)          | 3             | Oberta        |
| 1999              | Birmingham ( Regne Unit) | 2             | +78 kg        |
| 2001              | Múnic ( Alemanya)        | 1             | +78 kg        |
| Jocs Asiàtics     |                          |               |               |
| Any               | Lloc                     | Medalla       | Categoria     |
| 1998              | Bangkok ( Tailàndia)     | 1             | +78 kg        |
| Campionat Asiàtic |                          |               |               |
| Any               | Lloc                     | Medalla       | Categoria     |
| 1996              | Ho Chi Minh ( Vietnam)   | 1             | +72 kg        |
| 1996              | Ho Chi Minh ( Vietnam)   | 1             | Oberta        |
| 2007              | Kuwait ( Kuwait)         | 1             | Oberta        |
| 2007              | Kuwait ( Kuwait)         | 3             | +78 kg        |